# Лорика мускулата

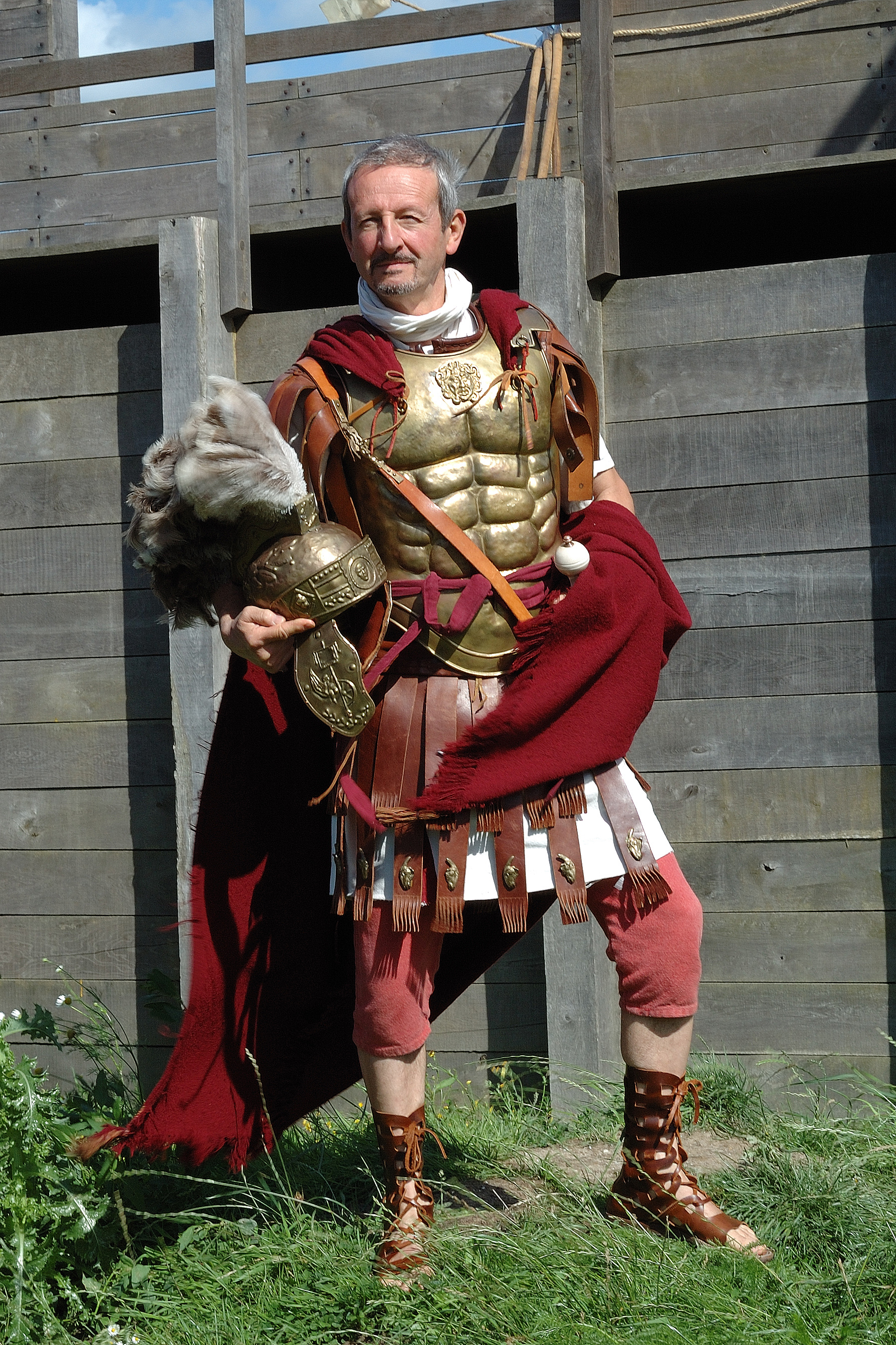
Військовий трибун, одягнутий у лорика мускулата

Лори́ка мускула́та (лат. lorica musculata, дос. «м'язистий панцир») — тип давньоримського панцира-лорики, анатомічна кіраса Стародавнього Риму. Уживався як стандартний обладунок до ІІ-І ст. до н. е.

## Історія
Перші римські металеві обладунки являли собою дві прості пластини, які з'єднувалися плечевими ременями. Надалі під впливом грецьких тораксів з'явилася і лорика мускулата — панцир зі зображенням рельєфу м'язів живота, грудей та спини.
Раніші типи лорика мускулата солдатів Республіки робили з бронзи, вони складалися з нагрудної і наспинної пластин довжиною до стегон, з'єднаних ременями. На пластинах гравіювали рельєф чоловічого торса. Для додаткового захисту стегон до обладунку додавали птеруги — смуги зі шкіри довжиною до колін, які утворювали «спідничку». Шкіряні ремені могли посилювати металевими пластинами.
Поява лорика гамата, дорожчої у виготовлянні, проте довговічнішої і дешевшої у ремонті, привела до виходу лорика мускулата з масового ужитку. Вона залишилася обладунком найвищого командного складу: трибунів, легатів, за часів Імперії — й імператора (центуріони носили лорика плюмата). Імперські варіанти відрізнялися від республіканських: робили їх не тільки з бронзи, але й з заліза (пізні версії — навіть зі сталі); деякі зразки були монолітними. За часів Імперії «м'язиста лорика» вже не мала справжнього бойового значення, ставши скоріше елементом парадної форми.